# فلة عمروس
فِلَّة عَمْرُوس هي قرية صغيرة ومجلس يقع في بلدية في مقاطعة ألبة في إقليم الباسك بإسبانيا . اعتبارًا من عام 2020 ، يبلغ عدد سكانها 11. 